# Gordonia
Gordonia là một chi thực vật có hoa trong họ Theaceae.

## Loài
Chi Gordonia gồm các loài: